# Postwick with Witton
Postwick with Witton – gmina (civil parish) w Anglii, w hrabstwie Norfolk, w dystrykcie Broadland. Składa się z dwóch wsi: Postwick oraz Witton. Leży 7 km na wschód od Norwich i 163 km na północny wschód od Londynu. Miejscowość liczy 323 mieszkańców.